# دانييل وودغيت
دانييل وودغيت (بالإنجليزية: Dan Woodgate)‏ (و. 1960  م) هو كاتب أغاني، ومنافس ألعاب قوى، وطبال بريطاني، ولد في لندن، بدأ مشواره المهني سنة 1978.

## وصلات خارجية
- دانييل وودغيت على موقع IMDb (الإنجليزية)
- دانييل وودغيت على موقع ميوزك برينز (الإنجليزية)
- دانييل وودغيت على موقع أول ميوزيك (الإنجليزية)
- دانييل وودغيت على موقع ديسكوغز (الإنجليزية)
- دانييل وودغيت على موقع قاعدة بيانات الفيلم (الإنجليزية)

- دانييل وودغيت في قاعدة بيانات الأفلام على الإنترنت